# Камауро
Камауро (італ. camauro) — головний убір Папи Римського. Папські камауро червоного кольору, вовняні або оксамитові, обшиті білим горностаєм, їх носять зазвичай взимку — замість цукето (пілеолуса). Італійське camauro походить від лат. camelaucum — адаптації грец. καμηλαύκιον («капелюх з верблюжої вовни», «камилавка»).

## Історія
Походить камауро від звичайного в Італії у 12 столітті головного убору — видовженого ковпака, часто зав'язаним у вузол. З тих часів також збереглися зображення венеційських дожів цих часів у головних уборах.
Подібно до головного убору католицьких священиків, який носило духовенство, і академічній шапочці, яку носили академіки, камауро походить від академічного головного убору (pileus), яку носили для того, щоб захистити виголений верх голови від холоду. Камауро часто носять разом із зимовим наплечним плащем — (моцетою), також іноді з хутряною підкладкою. Камауро стала частиною папського гардеробу починаючи з XII століття. До 1464, камауро без обшиття горностаєм носили також кардинали; згодом камауро стала виключно папським предметом одягу, і кардинали замість нього носили тільки червону камилавку — цукето (італ. zucchetto). Папська камауро вийшла з ужитку після смерті папи римського Іоанна XXIII у 1963, але була відновлена у грудні 2005 папою римським Бенедиктом XVI.

## Галерея

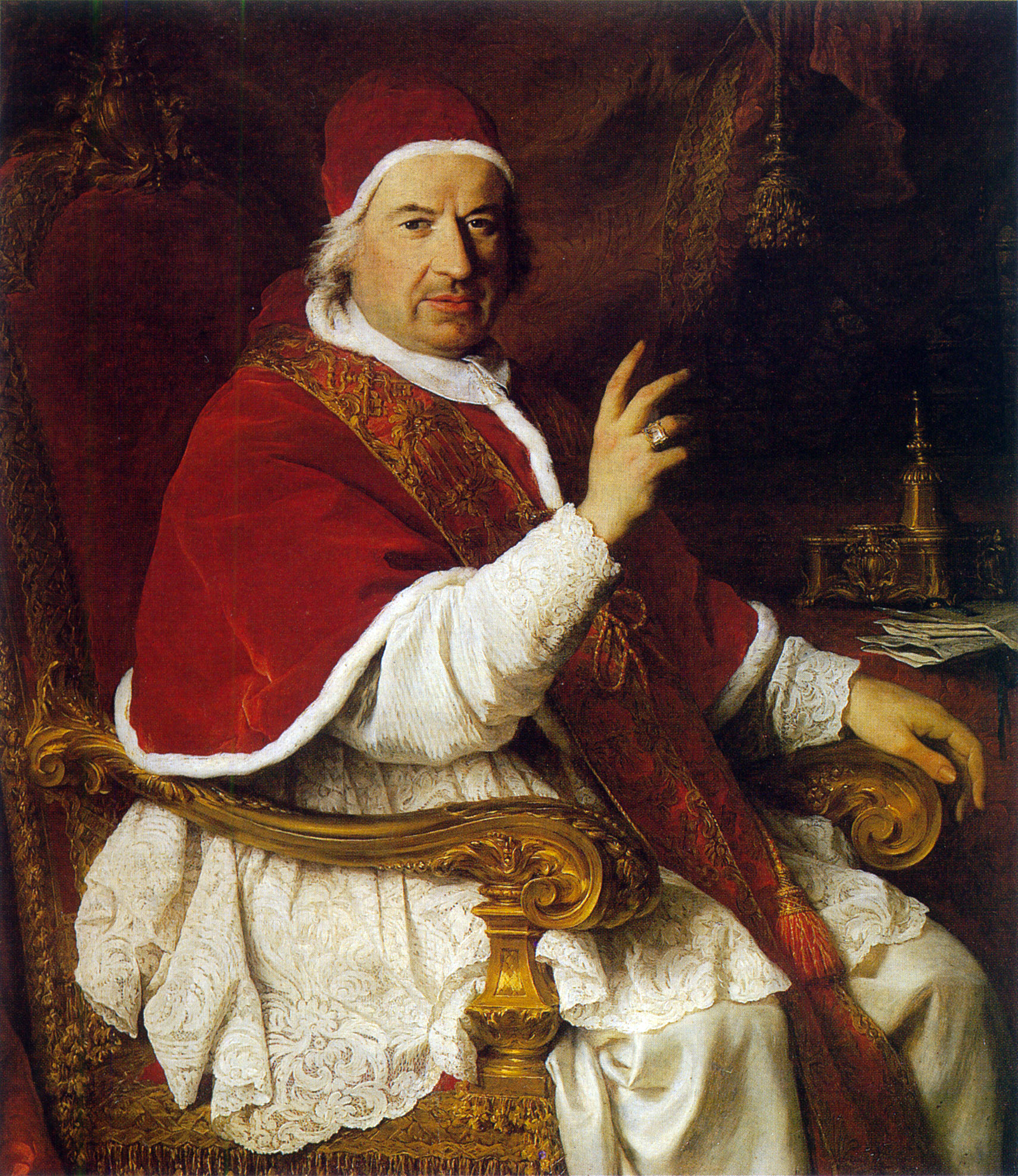
Бенедикт XIV в камауро і моцетті
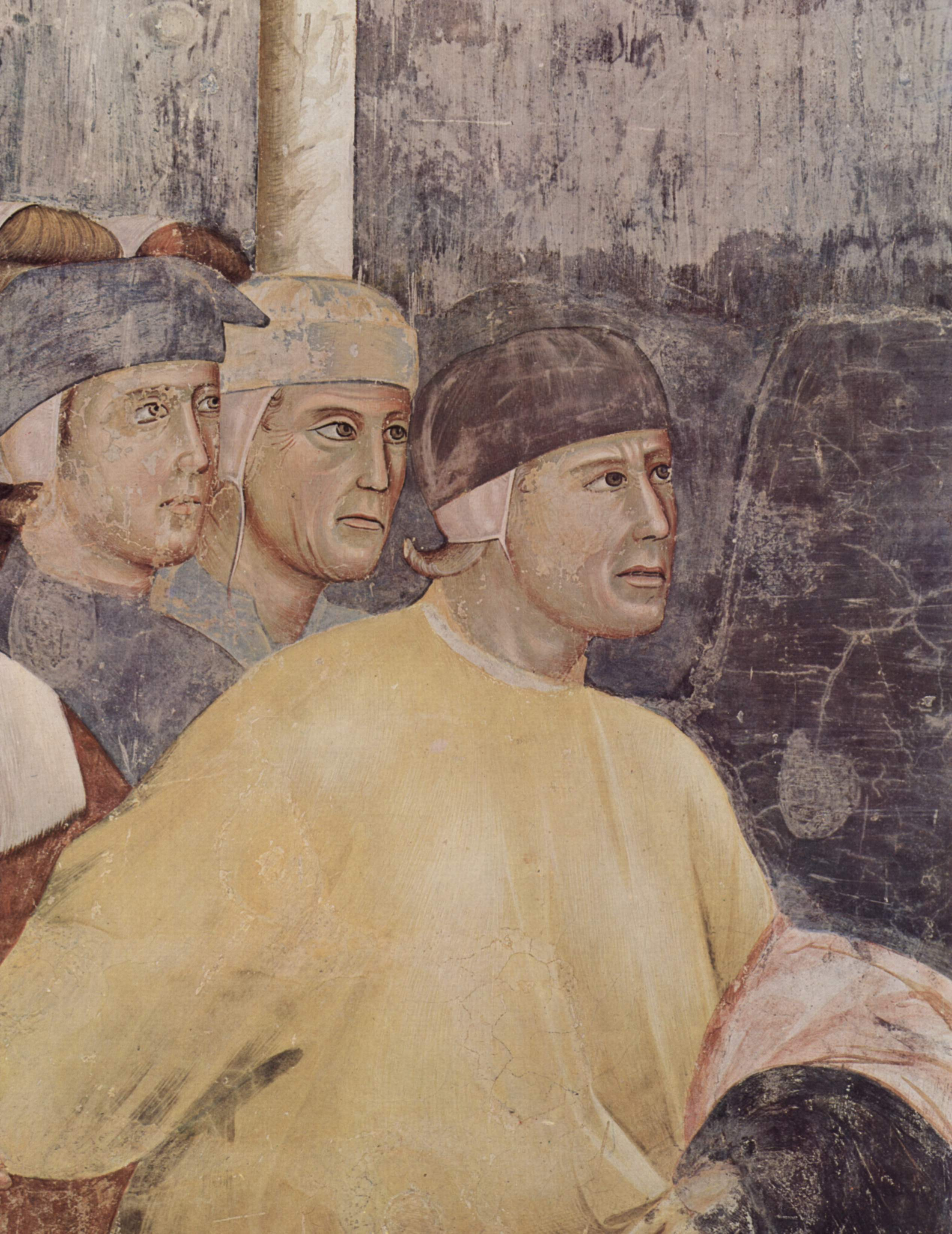
Джотто:Обручення святого Франциска з бідністю, Деталь бл. 1256
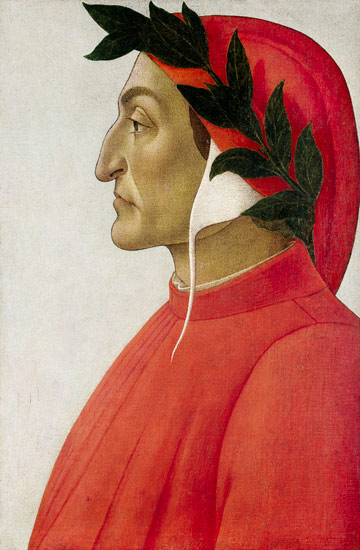
Данте Аліґ'єрі (1265-1321)
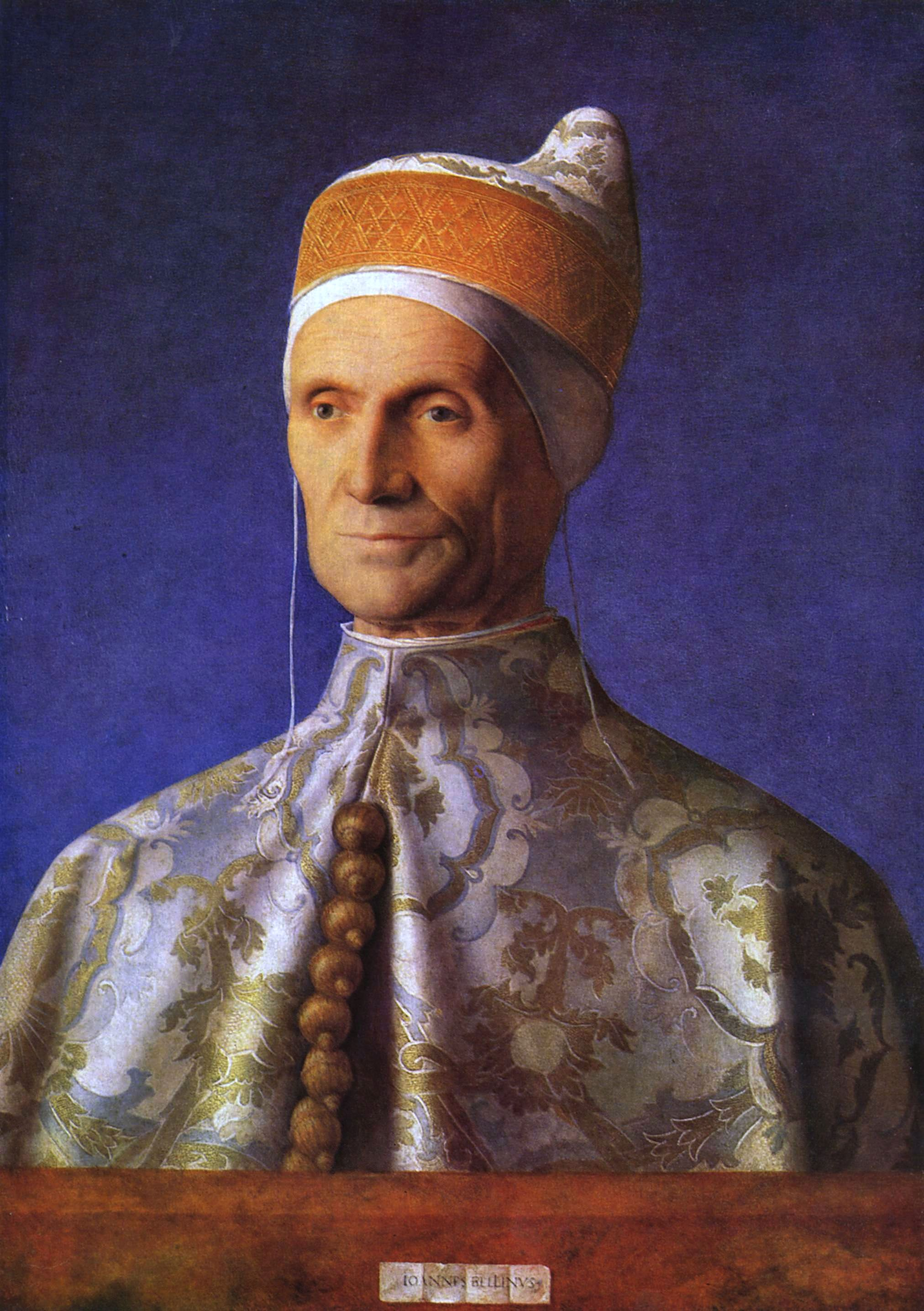
Дож Лоредан Леонардо(†1521)